# USS Sea Fighter (FSF-1)
USS Sea Fighter (FSF-1) – amerykański, eksperymentalny okręt US Navy, służący do badań hydrodynamicznych konstrukcji okrętów LCS (Littoral Combat Ship).

## Geneza
8 listopada 2008 roku do służby wszedł pierwszy okręt przeznaczony do walki na wodach przybrzeżnych (litoralnych) USS "Freedom" (LCS-1). Jest to typowa jednostka bojowa, która ma ograniczone zdolności transportowania oddziałów piechoty morskiej czy wspomagania misji humanitarnych. Do tych zadań przeznaczony ma być okręt określany jako LSC-X (Littoral Support Craft-eXperimental) czyli przybrzeżny okręt wsparcia (spotykane jest również tłumaczenie skrótu jako Littoral Surface Craft-Experimental czyli Eksperymentalny Przybrzeżny Okręt Nawodny). 25 lutego 2003 roku Morskie Biuro Badawcze (Office of Naval Research) podpisało kontrakt z firmą Titan Corporation, wchodzącą w skład korporacji Lockheed Martin na budowę doświadczalnej jednostki służącej do praktycznego sprawdzenia założeń konstrukcyjnych okrętów LCS. Projekt przygotowała brytyjska firma Nigel Gee and Associates.

## Budowa
Budowę jednostki zlecono stoczni Nichols Brothers Boat Builders Inc w Freeland w stanie Waszyngton. Dużą rolę w decyzji o wyborze właśnie tej stoczni miał fakt, że miała ona duże doświadczenie w budowie statków o konstrukcji aluminiowej a taką konstrukcję miał mieć "Sea Fighter". 5 czerwca 2003 roku położono stępkę, 5 lutego 2005 roku okręt został zwodowany, 6 czerwca tego samego roku zakończono próby morskie a 31 maja 2005 roku "Sea Fighter" został oddany do służby.

## Konstrukcja

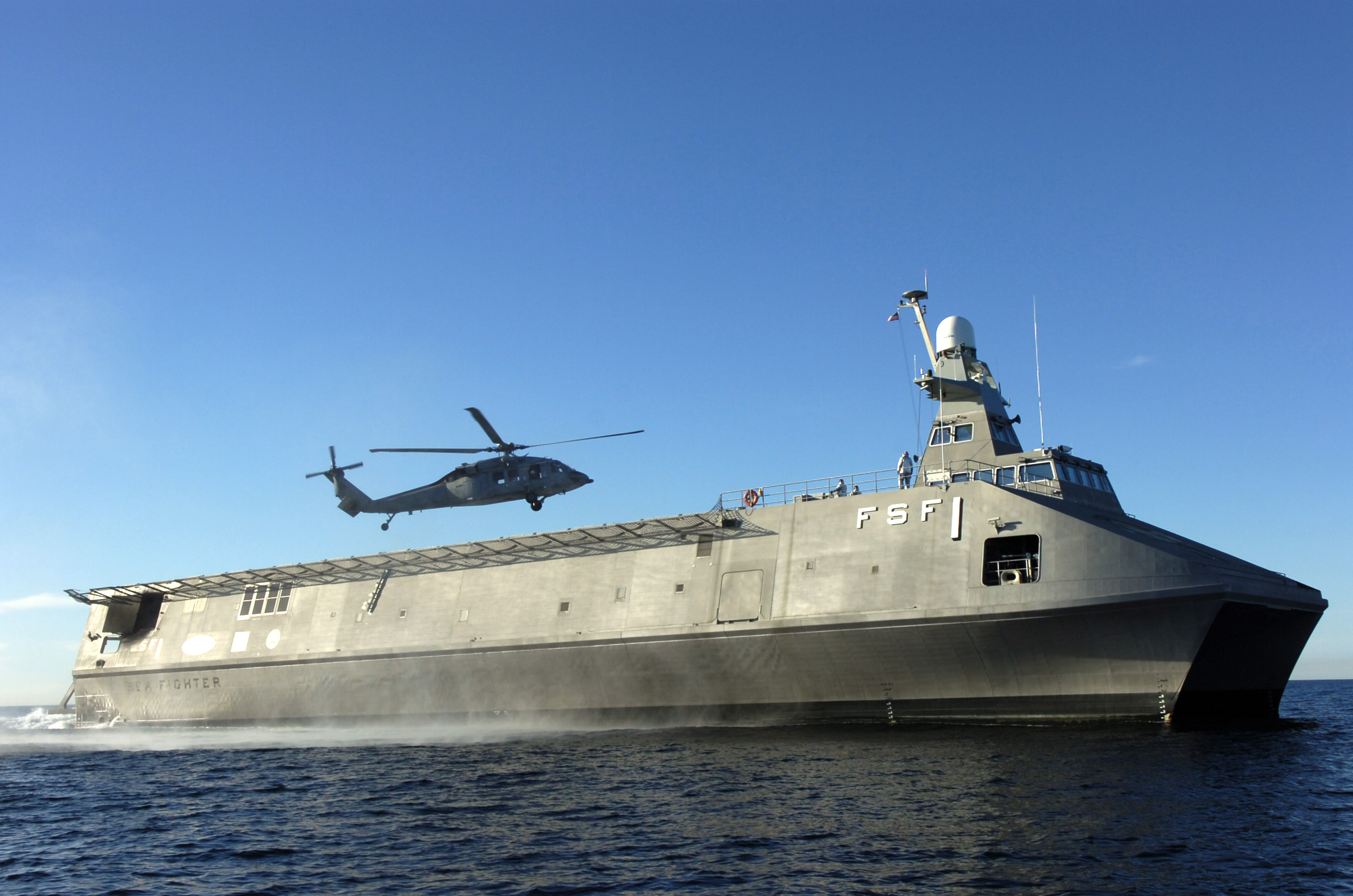
Lądowanie MH-60S Knighthawk na pokładzie "Sea Fightera"

"Sea Fighter" został zbudowany w układzie tzw. Wave piercing Catamaran czyli katamaran "tnący falę", podstawowym materiałem konstrukcyjnym okrętu są stopy aluminium. Jednostka posiada dwa wypornościowe kadłuby połączone u góry właściwym kadłubem mieszczącym pomieszczenia załogi, ładownie i centrum operacyjne. Płaski górny pokład ma lądowisko dla dwóch śmigłowców lub bezzałogowych aparatów latających. Również na górnym pokładzie, na dziobie umieszczona jest niewielka sterówka okrętu. Na jej szczycie umieszczono stanowisko kontroli lotów. Sterówkę ochraniana jest kevlarowym pancerzem. Burty okrętu pochylone są do wewnątrz co pomaga rozproszyć promieniowanie stacji radiolokacyjnych, dzięki czemu okręt ma niewielką powierzchnię skutecznego odbicia. Cała powierzchnia kadłuba pokryta jest powłoką anechoiczną obniżającą poziom hałasu wydobywającego się z okrętu. W każdym z kadłubów umieszczona jest turbina General Electric LM2500 o mocy 25 000 kW oraz silnik wysokoprężny MTU 16V 595 TE90 o mocy 4300 kW, pracujące zamiennie (układ CODOG). Każda taka para napędza dwa pędniki strugowodne Rolls Royce Naval Marine KaMeWa 125SII. W sumie cztery pędniki (po dwa na kadłub) zapewniają jednostce bardzo dużą manewrowość oraz dużą prędkość (z maksymalną prędkością 50 węzłów okręt może płynąć 5 godzin). Dzięki nowym systemom nawigacyjnym "Sea Fighter" jest pierwszą jednostką, w której tradycyjna nawigacja w oparciu o mapy i atlasy została zastąpiona przez nawigację cyfrową.

## Wyposażenie bojowe

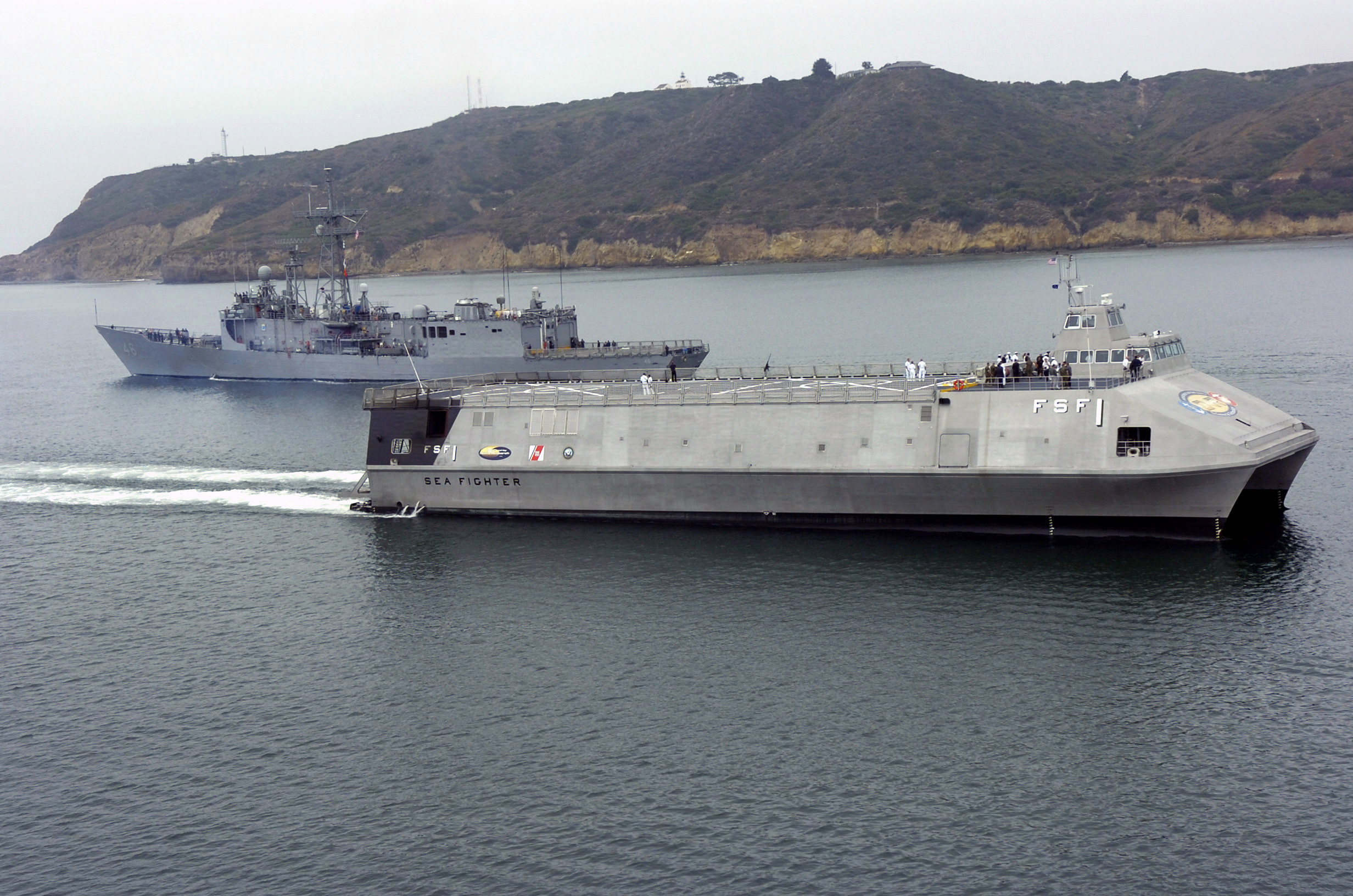
"Sea Fighter" mija fregatę typu Perry

Ideą przyświecającą konstrukcji okrętów LCS jest ich uniwersalność. Aby ją osiągnąć zastosowano model znany już wcześniej i zastosowany np. na duńskim okręcie patrolowym typu Flyvefisken. Zastosowano wymienne moduły z różnym wyposażeniem, które są dobierane w zależności od potrzeb i wymagań misji. Każdy z modułów zawiera w pełni zintegrowany i funkcjonalny system uzbrojenia. Elementy składowe modułów mieszczą się w standardowych 20-stopowych kontenerach TEU. Przewożone są one w dużej ładowni mieszczącej się na głównym pokładzie. Maksymalnie okręt może przewozić 12 kontenerów. Kontenery można przemieszczać wewnątrz ładowni przy użyciu specjalnych suwnic, transport na pokład lotniczy zapewnia winda transportowa łącząca ładownie z pokładem. Załadunek na pokład okrętu odbywa się dzięki uniwersalnej rampie rufowej, która pozwala na samodzielny wjazd transportowanych pojazdów na pokład okrętu jak również ułatwia desantowanie z pokładu łodzi, sonarów i bezzałogowych pojazdów. Istotę modułowości okrętu oddaje jego kod FSF-1, Fast Sea Frame czyli szybka morska platforma (którą przewozi się określone moduły).
Przykładowy skład modułu MIW (operacje przeciwminowe):
- 1 bezzałogowy pojazd do transportu środków przeciwminowych;
- 3 bezzałogowe aparaty latające z systemem COBRA (rozpoznania i analizy przybrzeżnego pola walki);
- 1 śmigłowiec MH-60S z trałem OASIS, laserowym systemem detekcji min AES-1 ALMDS, sonarem AQS-20A, lotniczym systemem neutralizacji min AMNS i systemem RAMICS;
- 2 zdalnie sterowane pojazdy przeciwminowe z sonarami AQS-20A;
- 1 bezzałogowy podwodny pojazd przygotowania pola walki BPAUV;
- 1 autonomiczny system mapowania dna SCULPIN.